# District historique de Kijik
Le district historique de Kijik – ou Kijik Historic District en anglais – est un district historique américain situé dans le borough de Lake and Peninsula, en Alaska. Protégé au sein des parc national et réserve de Lake Clark, il est inscrit au Registre national des lieux historiques et classé National Historic Landmark depuis le 29 janvier 1979.